# Pseudogobio
Pseudogobio is een geslacht van straalvinnige vissen uit de familie van eigenlijke karpers (Cyprinidae).

## Soorten
- Pseudogobio esocinus (Temminck & Schlegel, 1846)
- Pseudogobio guilinensis Yao & Yang, 1977
- Pseudogobio vaillanti (Sauvage, 1878)